# Pay to play
Pour les articles homonymes, voir P2P (homonymie).
Le terme anglophone pay to play (litt. « payer pour jouer » en français) est employé avec un sens différent selon le contexte.

## Performance et industrie musicale
Dans le domaine de la musique, le pay to play (ou payola) est la pratique par laquelle un artiste ou son représentant (maison de disques, agent) paye la personne contrôlant l'accès à un moyen de diffusion (salle de spectacle, émission de radio) afin d'accéder à ce moyen.
Cette pratique est courante dans le domaine des spectacles vivants. Elle est en revanche illégale dans le domaine de la musique enregistrée, où elle est assimilée à de la corruption si l'auditeur n'est pas prévenu que la sélection du morceau concerné a eu un paiement pour contrepartie.

## Jeu vidéo et jeu en ligne
Dans le domaine des jeux vidéo, l'étiquette pay to play (souvent abrégée en « P2P », à ne pas confondre avec peer to peer, aussi abrégé en « P2P ») appliquée à un jeu en ligne indique que l'utilisateur doit payer pour utiliser le jeu. Cette étiquette s'oppose à l'étiquette free-to-play qui désigne les jeux accessibles gratuitement.
De très nombreux jeux en ligne sont payants. C'est le cas de la plupart des jeux vidéo très connus, par exemple World of Warcraft ou RuneScape.
Les jeux en ligne payants sont financés par les joueurs. Un même jeu peut proposer à la fois une version pay to play et une version free-to-play. C'est le cas de RuneScape, qui propose également une version par abonnement mensuel. La plupart des jeux pay to play étaient free-to-play en versions alpha et beta puis sont devenus payants en phase d'exploitation. Ce fut le cas du jeu Mu Online.

## Finance
Dans le domaine financier américain, le terme « pay to play » décrit l'action de soudoyer une figure politique dans le but de recevoir un financement public en échange ; elle s'apparente à un pot-de-vin[réf. souhaitée].